# Violet Lindesay-Bethune, Viscondessa Garnock
Violet Diana Louise Lindesay-Bethune, Viscondessa Garnock (nascida Violet Manners; Nottingham, 18 de agosto de 1993) é uma Socialite, Empresária e Modelo britânica. Iniciou a sua carreira como modelo de moda, trabalhando para a Tatler e para a Dolce & Gabbana. Posteriormente, dedicou-se à preservação histórica e ao património, co-produzindo o podcast Duchess com a sua mãe, Emma Manners, Duquesa de Rutland, e organizando estadias no castelo da sua família, Castelo de Belvoir, como parte de um circuito selecionado do English Heritage.
É fundadora e diretora executiva da HeritageXplore, uma plataforma digital de listagem e bilhética dedicada a castelos, palácios e casas senhoriais de propriedade independente no Reino Unido. É casada com William Lindesay-Bethune, Visconde Garnock, filho e herdeiro de James Lindesay-Bethune, 16.º Conde de Lindsay.

## Infância
Nascida em Nottingham, é a filha mais velha de David Manners, 11.º Duque de Rutland, e de Emma Manners, Duquesa de Rutland. Tem duas irmãs mais novas, Alice Manners e Eliza Manners, e dois irmãos mais novos, Charles Manners, Marquês de Granby, e Lorde Hugo Manners.
Cresceu no Castelo de Belvoir, a residência oficial da sua família, para onde se mudou em 2000 com os irmãos, após a morte do seu avô, o 10.º Duque de Rutland.
Manners estudou na Queen Margaret's School, em Iorque.

## Educação e carreira
Juntamente com as suas irmãs, Alice Manners e Eliza Manners, Violet é conhecida pelas suas atividades no meio social londrino. Ela e as irmãs receberam atenção da imprensa nacional pelo seu comportamento excêntrico, tendo sido apelidadas bad-Manners girls. Trabalhou como modelo, tendo sido destacada na Tatler e desfilado para a Dolce & Gabbana.
Trabalhou na My Beautiful City, uma agência criativa situada em Soho,[carece de fontes?] antes de fundar a sua própria empresa de consultoria em marketing e estratégia de marca. Trabalhou também para Robin Birley, nas relações públicas do Gleneagles, e numa empresa de consultoria geopolítica chamada Etoile.
Em 2021, Manners liderava uma agência criativa de marketing chamada Akana Collective.
É creditada pela sua mãe, Emma Manners, pela inspiração do Duchess, o podcast lançado em 2021 que teve quatro temporadas. A ideia para o podcast surgiu durante o período em que estudava para um diploma em negócios e finanças na UCLA, em Los Angeles. Inspirada pela observação das perceções americanas sobre a aristocracia britânica, propôs o conceito à sua mãe, a Duquesa de Rutland, com o objetivo de apresentar um relato mais autêntico da vida em propriedades históricas, sob a perspetiva daqueles que as gerem no século XXI. Em preparação, explorou mais de cinquenta casas históricas.
Em 2021, Manners propôs a ideia de oferecer estadias noturnas no Castelo de Belvoir como parte de um circuito patrimonial selecionado. A iniciativa foi inspirada pelas observações de um ouvinte do podcast Duchess, que co-produziu. Respondendo ao interesse em visitar as propriedades históricas apresentadas na série, Manners desenvolveu o conceito para proporcionar aos hóspedes uma experiência estruturada das casas senhoriais britânicas, incluindo o Castelo de Belvoir.
Em 2024, lançou a HeritageXplore, uma plataforma digital de listagens e venda de bilhetes dedicada a castelos, palácios e casas senhoriais de propriedade independente no Reino Unido. É fundadora e diretora executiva da plataforma, com o objetivo de promover o envolvimento público com os sítios patrimoniais do país.
Em 2023, Manners anunciou a sua candidatura ao conselho consultivo do National Trust. Motivada por preocupações relativas ao que considerava ser a politização da organização, procurou contribuir para a sua direção estratégica e governação.

## Vida pessoal
Manners assistiu ao evento de lançamento da Coleção Extreme da Montblanc, em outubro de 2014, na boutique da marca em Mayfair, Londres. Apesar das condições meteorológicas adversas, o evento atraiu vários convidados, tendo Manners sido vista a interagir com outros participantes enquanto observava as novas canetas-tinteiro e relógios lançados.
Em 2015, Manners e as suas irmãs receberam reclamações dos vizinhos devido ao ruído proveniente das festas na sua residência em Fulham. Um vizinho contactou o Duque de Rutland e a câmara municipal, e a polícia terá sido chamada numa ocasião. Posteriormente, Manners fez referência a estas reclamações nas redes sociais.
Em Julho de 2016, assistiu à festa de verão da Gentleman's Journal realizada em Chelsea, Londres, acompanhada pela sua irmã Alice Manners. O evento, que decorreu durante o período da feira de arte Masterpiece London, incluiu uma atuação do ilusionista Archie Manners e contou com a presença de diversas figuras sociais jovens.
Em Março de 2017, Manners assistiu a uma celebração em honra da estilista italiana Luisa Beccaria, em Mayfair. O evento incluiu um jantar temático e um desfile de moda, onde os convidados, incluindo Manners, puderam apreciar a mais recente coleção da estilista. Em Maio do mesmo ano, participou na festa do Ivy Chelsea Garden, acompanhada por convidados como Lottie Moss e Natasha Isaacs. Em Junho, foi noticiado que se tinha mudado para um novo apartamento em Notting Hill e que exercia três funções distintas. Em Julho de 2017, assistiu à abertura da época de verão no Gleneagles Hotel. O evento contou com atividades como tiro ao prato, falcoaria e caminhadas, bem como celebrações noturnas com jantar e dança. Nesse ano, a revista Vanity Fair referiu-se a Manners e às suas irmãs como as "verdadeiras irmãs Crawley de Londres", estabelecendo uma comparação com a família aristocrática fictícia da série Downton Abbey.
Em Janeiro de 2018, assistiu à inauguração da boutique NARS na King's Road, acompanhada por convidados como Tigerlily Taylor e Frankie Herbert. O evento incluiu demonstrações de maquilhagem, um pequeno buffet e uma atuação musical de Sophie-Rose Harper.
Em Janeiro de 2019, assistiu aos eventos do British Polo Day realizados em Jaipur e Jodhpur, na Índia. Organizado pela Rajmata Padmini Devi de Jaipur e pelo Maharaja Gaj Singh II de Marwar-Jodhpur, o programa de três dias incluiu um jantar de gala no Palácio Umaid Bhawan. Entre os demais convidados estavam a Duquesa de Rutland e o Duque de Argyll. O evento angariou 38.000 libras para a instituição de solidariedade Head Injuries Through Sport.
Em Novembro de 2024, Manners participou numa manifestação em Londres, acompanhada pelos seus irmãos e outras personalidades, incluindo membros da aristocracia, contra as propostas de alteração do imposto sobre as heranças. O evento incluiu uma marcha em Whitehall em apoio aos agricultores britânicos, que manifestaram preocupações de que as reformas propostas poderiam afetar a viabilidade das explorações agrícolas familiares e das propriedades rurais. Em Dezembro do mesmo ano, assistiu à inauguração anual da Árvore de Natal do Claridge’s, em Mayfair. O evento contou também com a presença de Olivia Buckingham, Victoria Hervey, Alice Naylor-Leyland e Emma, Marquesa de Bath.
Assistiu ao casamento de Lorde George Carnegie e Matilda St Aubyn a 7 de Junho de 2025. O evento reuniu membros da aristocracia britânica, sendo Lorde George filho do 4.º Duque e da Duquesa de Fife e descendente do Rei Eduardo VII, enquanto Matilda St Aubyn pertence à família dos Barões St Levan.

### Casamento
Manners conheceu William Lindesay-Bethune, Visconde Garnock, no final de 2023, na residência da sua família na Escócia. Foram apresentados pela irmã e pelo cunhado de William, a Duquesa e o Duque de Noto, que convidaram Manners para uma festa de Ano Novo.
Em Julho de 2024, foi anunciado o noivado com William James Lindesay-Bethune, Visconde Garnock, Mestre de Lindesay (nascido a 30 de Dezembro de 1990), filho e herdeiro de James Lindesay-Bethune, 16.º Conde de Lindsay. Foi divulgado que a cerimónia teria lugar no Castelo de Belvoir e seria um evento privado, não aberto ao público.
Em Maio de 2025, realizou uma celebração pré-nupcial com tema western no Moscar Lodge, em Sheffield, com a presença de familiares e amigos. O evento incluiu atividades ao ar livre e elementos de bem-estar. Esta celebração teve lugar antes do seu casamento com William James Lindesay-Bethune, Visconde Garnock.
A 21 de Junho de 2025, casou-se com William, Visconde Garnock, no Castelo de Belvoir, numa cerimónia que contou com a presença de vários membros da aristocracia britânica. O casamento realizou-se na igreja de St Mary the Virgin, em Bottesford, Leicestershire. A noiva vestiu um vestido de alta-costura da Phillipa Lepley e usou a histórica tiara de Rutland, uma peça transmitida na família desde o século XVIII. A cerimónia, celebrada por Stuart, vigário da família Manners há 20 anos, reuniu duas famílias aristocráticas com raízes na nobreza inglesa e escocesa, que remontam à Conquista Normanda e ao século XVII, respetivamente. As damas de honor incluíram as irmãs de Violet, e entre os convidados estiveram Tatiana Mountbatten, Sabrina Percy e Flora Vesterberg. A lua-de-mel teve lugar na África do Sul.